# 學習時報
《學習時報》是中共中央黨校所主辦的機關報，是中央党校屬下的单位。首刊於1999年首次發行，报头由时任中共中央总书记江泽民题字。
1999年以来，该报重视对政党问题、社会问题和城市问题的研究，提出了“学习型社会”的概念，并在提高中共党报党刊效益、发展潜在征订对象方面做出了探索。
学习时报曾一度以思想开明，大胆敢言著称。但在2010年领导更替后，风格日益保守化。鄧聿文批評，在2012年习近平出任中共中央总书记后，该报力推习近平个人崇拜，刊发了大量赞美习近平个人的报道。

## 相关人物
- 邓聿文